# توفيين
توفيين هم شعب ترك  ومن السكان الأصليين لسيبيريا  يعيشون في توفا،منغوليا والصين ويتحدثون لغة التوفان إحدى لغات ترك سيبيريا.